# کریم السدیری
کریم السدیری (عربی: كريم السديري؛ زادهٔ ۲۹ ژوئیهٔ ۱۹۷۹) یک بازیکن فوتبال اهل فرانسه است.
وی همچنین در تیم ملی فوتبال تونس بازی کرده‌است.